# Ataque a uma coluna de carros civil em Zaporíjia
No dia 30 de setembro de 2022, as Forças Armadas da Rússia lançaram mísseis S-300 em comboio civil, matando 32 pessoas - entre adultos e crianças - e ferindo 88 outras. O morticínio ocorreu horas antes da Rússia declarar a anexação do Sul e Leste da Ucrânia, sendo que ele foi perpetrado em Zaporíjia, capital do oblast homônimo - o qual também foi ilegalmente anexado.
As forças russas lançaram 16 mísseis S-300s nos arredores da capital do oblast. Quatro deles atingiram um comboio humanitário formado por em torno de 60 carros, pilotados por ucranianos que planejavam ir até próximo à cidade de Vasylivka para resgatarem parentes e conhecidos de lá.

## Reação
Josep Borrell, Vice-Presidente da Comissão Europeia, condenou o ataque, escrevendo: "Outro hediondo ataque da Rússia contra civis: desta vez, um comboio humanitário trazendo ajuda para pessoas vivendo em áreas de Zaporíjia não controladas pelo governo".
O Presidente da Ucrânia, Volodymyr Zelenskyy, comentou sobre o bombardeio, chamando a Rússia de "Estado terrorista". A promotoria regional de Zaporíjia abriu um caso criminal para apurar a violação de leis e costumes de guerra.